# Tabakini
Tabakini (gruz. ტაბაკინი) – wieś w Gruzji, w regionie Imeretia, w gminie Zestaponi. W 2014 roku liczyła 754 mieszkańców.